# Чайка Ігор Владиславович
І́гор Владисла́вович Ча́йка (нар. 3 вересня 1961) — український режисер, журналіст, громадський діяч. Голова Незалежної медіа-профспілки України (2016—2019).

## Життєпис
Закінчив театральне відділення Харківського інституту мистецтв (1979—1982).
Працював у Чернігові й Києві: журналіст на державних і приватних радіо- і телеканалах, редактор, автор та ведучий програм, режисер, продюсер документальних фільмів і телевізійних проектів. Продюсер і режисер на студії TIME PRODUCTION (Київ). Керівник ГО «Студія медіа-проектів „Вартові демократії“».
Автор статей для газети «День», Інтернет-видання та журналу «Телекритика», сайту Інституту масової інформації (ІМІ). Співавтор посібників: «Журналістські розслідування», «Економічна журналістика», «Техніка репортажу», «Техніка інтерв'ю» (ІМІ, 2004—2006).

## Творчі відзнаки
На телефестивалях «Відкрий Україну!» здобули відзнаки такі творчі роботи: документальний фільм «Від атракції до шмельцу. Львівський віц» (1-ше місце в головному конкурсі «Відкрите суспільство» і 2-ге в конкурсі «Місцеве самоврядування» — на 3-му телефестивалі); документальний проект «Сіверський дивосвіт» (диплом за професійну майстерність та успішну реалізацію мультимедійного проекту на тему «Україна туристична» — 4-й телефестиваль).
Документальний фільм «Геній міста» (2-ге місце в одній з номінацій III Національного конкурсу на найкраще журналістське розслідування).

## Громадська діяльність
Член НМПУ з 2003 року, засновник і керівник Чернігівської незалежної медіа-профспілки, колишній голова Ревізійної комісії НМПУ й член Комітету НМПУ (2015—2016). Голова Комітету НМПУ (серпень 2016 р. — березень 2019 р.).